# 荒木勝
荒木 勝（あらき まさる、1953年〈昭和28年〉6月11日 - ）は、日本の地方公務員。富山県知事政策局長、同県公営企業管理者、富山県信用組合理事長を歴任。瑞宝小綬章受章者。

## 人物・経歴
1953年、京都府舞鶴市生まれ。父親の仕事の関係で富山県へ移る。1976年に金沢大学法文学部を卒業後、富山県庁に入庁。2011年4月富山県商工労働部長、2013年4月同知事政策局長兼危機管理監、2014年4月同公営企業管理者。同職在任中に公益財団法人富山県健康づくり財団理事長、（公財）花と緑の銀行理事長も務めた。県庁退職後、2016年6月同県信用組合理事長、2021年6 北日本放送監査役。

## 栄典
- 2023年11月 令和5年秋の叙勲で瑞宝小綬章を受章[5]。